# История Колумбии
История Колумбии — история государства Южной Америки.

## Доколумбов период
Крупнейшую коллекцию наскальной живописи в тропических лесах Амазонки на скальном массиве Серранья-Ла-Линдоса в департаменте Гуавьяре (национальный парк Чирибикете) назвали «Сикстинская капелла древних времён» (“the Sistine Chapel of the ancients”). На одной из скал было найдено изображение мастодонта, вымершего в Южной Америке как минимум 12 тыс. л. н. Для трёх скальных убежищ получены калиброванные датировки между ~12 600 и ~11 800 лет до настоящего времени. Также в Ла-Линдосе нашли изображения гигантского наземного ленивца, хоботного гомфотерия, лошади и трёхпалых копытных макраухений с хоботом. В пещерах хребта Чирибикете на высоте от 200 до 1000 метров над уровнем моря в огромных количествах обнаружены хорошо сохранившиеся наскальные рисунки (см. Скальные убежища Чирибикете). 
Поселение Пуэрто Ормига (исп. Puerto Hormiga) относится к периоду американской архаики (8—2 тыс. лет до н. э.). Также имеются данные, что территории Эль-Арба и Текендама, расположенные в районе Кундинамарка также были заселены. Пример самой древней керамики в Колумбии был найден в поселении Сан Хасинто (исп. San Jacinto) и датируется 5—4 тыс. до нашей эры
Какао, происходящее из нескольких генетических групп Theobroma cacao, расположенных в перуанской Амазонии, наблюдалось в древнейших культурах тихоокеанского побережья Вальдивии в Эквадоре, а также в Пуэрто-Хормиге и Сан-Хасинто в Колумбии, датируемых более чем 5000 лет назад. У образцов, полученных с карибского побережья Колумбии (Пуэрто-Ормига и Сан-Хасинто), наблюдались генотипы какао, относящиеся к генетическим группам Мараньон, Контамана и Икитос, происходящим из Перу, что отражает прямые или косвенные ранние контакты с Перуанской Амазонкой.
С начала нашей эры на территории нынешней Колумбии жили индейцы (карибы, араваки, чибча-муиски), причём среди них преобладали чибча. При этом в племени чибча различались две культурные традиции — тайрона и муиски. Первые проживали главным образом на карибском побережье, вторые — на высокогорном плато Кундинамарка. На территории нынешней Боготы жили племена охотников-собирателей, которые проживали в основном в долине реки Магдалена.
У чибча-муисков было весьма развитое по тем временам общество, они являлись одной из наиболее развитых цивилизаций в Южной Америке (после майя и инков). Они создавали ювелирные изделия из золота и сплава золота с медью, в качестве денежного эквивалента выступали золотые пластинки. Чибча-муиски поклонялись Богу-Солнцу как источнику плодородия и приносили ему животных в качестве жертв.
До колонизации на территории проживало 2 миллиона индейцев. Наиболее многочисленными были муиски (чибча), которые населяли плато Кундинамарка. Было 5 территориальных образований муисков, самое крупное — Баката.
Анализ геномных вариаций 807 особей из 17 островных популяций со всей Полинезии и 15 групп коренных американцев Тихоокеанского побережья убедительно свидетельствует о том, что около 1200 года произошёл единственный контакт между полинезийцами и группой коренных американцев, наиболее тесно связанной с современным индейским народом сену.

## Завоевание
Колонизация территории современной Колумбии относится ко времени после открытия Америки Христофором Колумбом. Сначала испанцы начали колонизовать карибское побережье, но попытка потерпела неудачу. Вторая попытка тоже успехом не увенчалась. Однако в 1525 году испанцам все же удалось создать первый город Санта-Марта. От этого города испанцы двигались по реке Магдалена. В 1536 году отряд конкистадоров двинулся от Санта-Марты вглубь территории под предводительством Гонсало Хименеса де Кесады. В боях с индейцами конкистадоры потеряли 3/4 состава, но они все же добрались до земель муисков и покорить их не составило особого труда. 6 августа 1538 года Хименес де Кесада основал город Санта-Фе-де-Богота. В завоевании земель участвовал также Себастьян де Белалькасар. Он в 1536 году основал города Попаян и Кали. Король Испании назначил Белалькасара главой территории долины Каука, а Кесада стал губернатором Новой Гранады — такое название Кесада дал завоеванной территории.

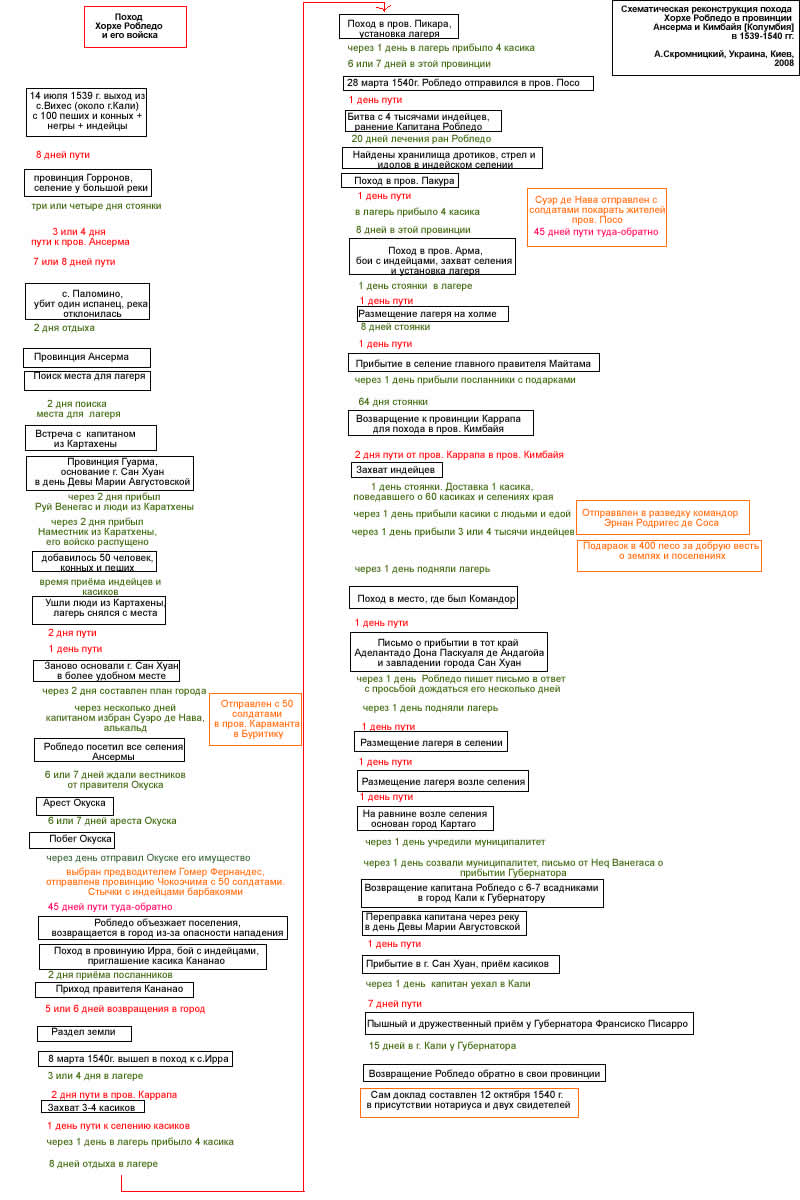
Схема похода капитана Хорхе Робледо в провинции Ансерма и Кимбая, 1539—1540 года.

Провинции Ансерма и Кимбая завоевал капитан Хорхе Робледо, в 1539—1540 гг. Также тщательно описал провинции Колумбии, их завоевание испанцами, обычаи местных индейцев, различные языки и слова из них хронист Сьеса де Леон, Педро, а также исследователь цивилизации чибча Симон, Педро.

### Сокровища чибча-муисков
Сокровищ, захваченных конкистадором Гонсало Хименесом де Кесадой на территории Колумбии у чибча-муисков, было меньше, чем захваченных Франсиско Писарро у инков, как видно из доклада королевских чиновников Хуана де Сан Мартина и Антонио де Лебрихи, принявших личное участие в походе (июль 1539):

Когда заместитель [Хименес де Кесада] вернулся в Тунху, было взвешено имевшееся золото, и взвешенное, составило, как в том, что было захвачено в Тунхе, так и у Согамосо и другое небольшое количество золота, захваченное в крае, вес в сто девяносто одна тысяча и сто девяносто четыре песо чистого золота, и другого, более низкопробного, золота тридцать семь тысяч двести тридцать восемь песо, и другого золота, называемого золотой лом, набралось восемнадцать тысяч триста девяносто песо. Была захвачена одна тысяча восемьсот пятнадцать изумрудных камней, среди которых имеются высококачественные камни, одни крупные, а другие — маленькие, и многообразные.— Хуан де Сан Мартин и Антонио де Лебриха. Доклад о завоевании Нового Королевства Гранада (июль 1539 года).

## Колониальный период
В 1549 была образована Королевская аудиенсия Боготы в подчинении у вице-короля Перу. Позднее в рамках того же вице-королевства было создано генерал-капитанство со столицей в Боготе. В 1718 Новая Гранада стала вице-королевством (этот статус был ликвидирован в 1723, восстановлен в 1740). В состав нового вице-королевства вошли также территории современных Эквадора, Венесуэлы и Панамы. Испанцам принадлежали все плодородные земли, но сельское хозяйство было для них делом второстепенным. Их интересовала добыча изумрудов, золота и соли. Образование тогда находилось в ведении церкви и было доступно только детям знати. Грамотными были 5 % населения.

## Независимость
Борьба за независимость началась в конце XVIII века. В 1781 году произошло вооружённое восстание метисов и креолов, распространившееся по всей стране. Восстание с трудом было подавлено. В 1809 году Наполеон вторгся в Испанию. 20 июля верхушка креолов провозгласила самоуправление Новой Гранады. 20 июля считается днём независимости страны. Ряд местных хунт объединились в Соединённые Провинции Новой Гранады. В 1815 году в Новую Гранаду были направлены многочисленные отряды испанцев для наведения порядка, которые в 1816 году восстановили испанское владычество. В 1819 году в битве при Бояке испанцы были разбиты Симоном Боливаром. Была провозглашена Великая Колумбия, в состав которой кроме современной Колумбии входили современные Венесуэла, Панама и Эквадор. В 1830 году Венесуэла и Эквадор отделились.

## Новая Гранада
В 1832 году после смерти Боливара президентом страны был избран Сантандер. Он содействовал развитию финансов и образования и ему удавалось сохранить внутреннюю стабильность, но в 1839 году в стране разгорелась гражданская война, длившаяся до 1842 года. В стране возникли две партии — Либеральная и Консервативная. В 1845 году президентом страны был избран Томас Сиприано де Москера-и-Арболеда, который был членом Консервативной партии. При нём были упорядочены финансы, строились новые дороги, развивалось судоходство. В 1849 году на выборах победил либерал Хосе Иларио Лопес. В 1853 году была принята новая конституция, отменившая рабство и провозгласившая отделение церкви от государства. Она стала причиной ряда восстаний и гражданской войны. В 1863 году была принята новая конституция, которая давала штатам ещё большую автономию, а страна была переименована в Соединённые штаты Колумбии. В 1867 году президент Москера был свергнут и выслан из страны. В экономике страны все большую роль играло производство кофе, который со временем стал монокультурой. Экспортировались также табак, хинин, золото и хлопок. В 1880 году президентом стал Рафаэль Нуньес, который потом примкнул к консерваторам. Он занимал президентский пост в 1880—1882 и с 1884 по 1894.

## Республика Колумбия
В 1886 году была принята консервативная конституция, которая закрепляла централизованное управление, преобразовала штаты в департаменты, переименовывало страну в Республику Колумбия и возвращало церкви привилегированное положение. После смерти Нуньеса три срока правили консерваторы Мигель Антонио Каро (1894—1898), Мануэль Антонио Санклементе (1898—1900) и генерал Хосе Мануэль Маррокин (1900—1904). В 1899 году началось вооружённое восстание либералов, переросшее в гражданскую войну, длившуюся до 1902 года.
Колумбийское правительство отказалось разрешить США строить на территории современной Панамы трансокеанский канал. В ответ в Панаме началось сепаратистское восстание, поддержанное США. 3 ноября 1903 года восставшие объявили об отделении Панамы от Колумбии и об образовании независимой республики Панама. Отношения с Соединёнными Штатами Америки оставались напряжёнными до 1921 года. Против отделения Панамы начались народные выступления, приведшие к отставке правительства в 1909 году.
В 1910 году была принята новая конституция, по которой президент избирался на 4 года.
С 1914 по 1918 год страной управляли консерваторы. В стране установилась стабильность. В 1916—1918 году на территории Колумбии были обнаружены богатейшие запасы нефти, и с тех пор началось проникновение американских корпораций в колумбийскую экономику. В сельском хозяйстве огромные земли приобрела компания «Юнайтед Фрут». Нередко вспыхивали забастовки нефтяников и рабочих «Юнайтед Фрут», что часто приводило к кровавым столкновением, самое крупное из которых было в департаменте Магдалена в 1928 году. Мировой экономический кризис 1929—1933 года тяжело ударил по экономике Колумбии вследствие падения цен на кофе на мировых рынках. Консервативная партия раскололась, и к власти пришли либералы во главе с Энрике Олаи Эррерой.
В 1934 году президентом стал Альфонсо Лопес Пумарехо, который внёс поправки в устаревшую конституцию 1886 года. Поправки предоставляли рабочим гораздо большую защиту их прав. Реформы продолжились и при Сантосе Монтехо, в частности, церковь была отделена от школьного образования. В 1942 году Лопес Пумарехо вернулся к власти. Однако в стране росла инфляция, недовольство наблюдалось как в среде рабочих, так и в среде военных. В 1945 году он ушёл в отставку. До августа 1946 года исполняющим обязанности президента был Альберто Льерас Камарго.
В 1947 году между консерваторами и либералами возник политический конфликт — консерваторы во главе с Мариано Оспиной Пересом исключили либералов из правительства. Последние в ответ решили выдвинуть на следующих выборах кандидатуру Хорхе Гайтана, приверженца левых идей. 9 апреля 1948 года Гайтан был убит, что вызвало вооружённое восстание.
В 1949 году президентом был избран Лауреано Элеутерио Гомес Кастро, который за короткое время стал диктатором. Был распущен Конгресс, установлена цензура, приостановлено действие конституции. В деревнях латифундисты сгоняли крестьян с земель, развернулось партизанское движение. Разгоревшаяся гражданская война называлась «Ла Виоленсия» и продолжалась 10 лет, в ходе которой погибло около 250 тысяч человек.
В 1953 году президентом был избран Густаво Рохас Пинилья, который обещал восстановление демократии, но на деле ничего не выполнял и начал преследовать лидеров оппозиции. 8 мая 1957 года Пинилья был свергнут. После этого консерваторы и либералы договорились о паритетном правлении, создав Национальный фронт.
В 1958 году президентом стал Альберто Льерас Камарго. Он отменил чрезвычайное положение в стране, и ввёл аграрную реформу. Его правительство приняло предложенную США программу «Союз во имя прогресса». Был остановлен экономический спад, что было достигнуто в результате подъёма мировых цен на кофе.
В 1964 году (активно — с 1966 года) началась продолжавшаяся до 2016 года гражданская война между правительством и левыми партизанами (Революционные вооружённые силы Колумбии — Армия народа (ФАРК), Армия национального освобождения (ЕЛН)).
В 1970 году в политику вернулся Рохас Пинилья, выставивший свою кандидатуру против Мисаэля Пастраны Борреро. Последний был объявлен победителем 19 апреля. Это вызвало недовольство в среде рабочих и студентов, одновременно резко подскочила инфляция. Появилась ещё одна крупная партизанская организация — «Движение 19 апреля» (М-19).
Победивший в 1974 году Альфонсо Лопес Микельсен отказался от американской помощи, но это вызвало новый скачок инфляции. В стране расширилось повстанческое движение, в 1975 году было введено чрезвычайное положение.
Летом 1977 года богатые наркобароны Пабло Эскобар, Хосе Гонсало Родригес Гача и братья Очоа объединились и создали Медельинский кокаиновый картель.
В 1978 году президентом стал Хулио Сесар Турбай Айяла, при котором экономика продолжала стабильно расти, но в 1981 году начался мировой экономический спад, в результате которого пострадала и Колумбия. По всей стране развернули свою деятельность партизанские отряды и криминальные структуры.
На выборах 1982 был избран консерватор Белисарио Бетанкур. В 1984 году было заключено перемирие с повстанцами, но в ноябре 1985 года оно было нарушено, когда повстанцы из М-19 захватили Дворец правосудия в Боготе и все погибли в ходе последовавшего штурма и боя.
Ночью 13 ноября 1985 года произошло извержение вулкана Руис в 200 км к западу от Боготы. В результате извержения и последовавшего мощного селя погибло около 25 тысяч человек, пострадало около 227 тысяч, почти полностью был уничтожен город Армеро.
В 1989 году президент страны Барко Варгас объявил «тотальную войну» наркобаронам, но это не привело к желаемым результатам и даже ухудшило положение — на репрессии наркобароны ответили тем же.
В 1990 году в стране произошёл новый политический кризис. На очередных президентских выборах три кандидата были убиты наркобаронами, в итоге победил Сесар Гавирия Трухильо, который провёл ряд экономических реформ и пошёл на переговоры с повстанцами. В 1991 году была принята новая конституция. Но положение по-прежнему ухудшалось — и даже после гибели главного наркобарона Пабло Эскобара, который был убит в ходе спецоперации полиции в Медельине 2 декабря 1993 года. Преступность продолжала расти, а партизанская война не прекращалась.
В 1994 году президентом стал Эрнесто Сампер Писано, который обещал улучшить социальную систему, но фактически ничего не выполнил.
В 1998 году на выборах победил Андрес Пастрана, который обратился к повстанцам с новым предложением о прекращении огня.

### Президентство Альваро Урибе
В первом туре президентских выборов 2002 года победил Альваро Урибе, набравший 54 % голосов. Урибе проводил жёсткую политику по отношению к леворадикальным повстанцам, чем снискал большую популярность у населения страны. 28 мая 2006 года с беспрецедентным количеством голосов — 62,2 % — переизбран президентом Колумбии.
В марте 2008 года уничтожение на территории Эквадора в ходе трансграничной операции колумбийских силовых структур одного из лидеров леворадикальной террористической группировки ФАРК Рауля Рейеса привело к разрыву дипломатических отношений Колумбии с Эквадором и Венесуэлой. При этом большинство латиноамериканских стран осудили действия колумбийских властей, тогда как США выразили свою поддержку президенту Урибе. Отношения между странами были урегулированы после посредничества Организации американских государств и извинений, принесённых Колумбией Эквадору.
2 июля 2008 в результате спецоперации были освобождены бывший сенатор и кандидат в президенты страны на выборах 2002 года Ингрид Бетанкур, 6 лет находившаяся в плену у боевиков ФАРК, а также 14 других пленников.
Урибе, рейтинг популярности которого превышал 60 %, не смог баллотироваться на третий срок подряд, согласно принятому в феврале 2010 решению Конституционного суда.

### Президентство Хуана Мануэля Сантоса
30 мая 2010 в Колумбии состоялся первый тур президентских выборов. Наибольшее количество (свыше 47 %) голосов избирателей набрал бывший министр обороны, член правящей Социальной партии национального единства и союзник Урибе — Хуан Мануэль Сантос. Второе место (22 %) занял представитель экологической «Партии зелёных», бывший мэр Боготы Антанас Моккус Шивицкас (из семьи литовских эмигрантов). Президентом во втором туре стал Сантос. В 2014 Сантос был повторно избран президентом.
В августе 2015 г. разгорелся дипломатический конфликт между Венесуэлой и Колумбией вследствие предпринятых Венесуэлой для борьбы с военизированными группировками и контрабандистами мер, которые включали массовые депортации колумбийцев, проживающих на венесуэльской территории, и закрытие границы.